# José María Alarcón
José María Alarcón Mestres (Barcellona, 2 luglio 1966) è un ex cestista spagnolo.